# Agrilus sudai
Agrilus sudai é uma espécie de inseto do género Agrilus, família Buprestidae, ordem Coleoptera.
Foi descrita cientificamente por Kurosawa, 1985.